# Edwarda Kędzierska
Edwarda Kędzierska (ur. 1931, zm. 4 kwietnia 2019) – polska farmaceutka, działaczka samorządu aptekarskiego.

## Życiorys
Była magistrem farmacji i przez wiele lat pracowała jako aptekarz. Po transformacji systemowej w Polsce, aktywnie zabiegała o reaktywację samorządu aptekarskiego i podczas I Krajowego Zjazdu Aptekarzy została powołana na funkcję prezesa Naczelnej Rady Aptekarskiej w kadencji 1991–1995. Za swoją działalność została wyróżniona między innymi Złotym Krzyżem Zasługi, Medalem im. prof. Bronisława Koskowskiego oraz tytułem Strażnika Wielkiej Pieczęci Aptekarstwa. 